# ぱんだはうす
有限会社ぱんだはうすは、かつて存在した日本のアダルトゲーム制作会社。

## 概要
1993年に有限会社アイデス（現：F&C）から独立する形で東京都新宿区に設立され、ホビボックスが販売業務に当たっていた。設立当初はCat's ProとMelodyの2ブランドで活動していたが、2001年より企業名と同じぱんだはうすにブランドを統一した。
2003年にコンピュータソフトウェア倫理機構を脱退し、「メルティ・メルヘン」より審査団体をメディア倫理協会（現：コンテンツ・ソフト協同組合）に変更する。2006年をもってぱんだはうすの公式サイトを閉鎖し、ダウンロード販売主体の低価格ブランド・メルティ工房とメルティメイトを立ち上げるが、いずれも2007年に活動を停止した。

## 作品一覧

### Melody
本ブランドの発売タイトルには、アダルトアニメ『くりいむレモン』シリーズで知られる創映新社が資金を提供していた。
- NIGHT SLAVE
- 暗闇
  - 暗闇2 〜閉ざされた迷宮〜
- 牝猫秘書室
- Melody 〜恋のメッセンジャーガール〜
- コレクター 〜制服の目覚める時〜
- エスカレーション 〜蒼い抱擁〜（開発コード：エスカレーション'99）
  - エスカレーション HARD CORE
- ラブレッスン
- Rendezvous 〜ランデブー〜
- 夜想夢
- かてきょ 〜明るく楽しく濃くエッチ〜
- 牝猫遊戯

### Cat's Pro
- Cat's Part1
- NOVA -ノ・ヴァ- 魅入られた肢体
- HHG 〜ハートヒートガールズ〜
- ふぇち
- いけにえ 〜享楽の神殿〜
- 微熱情熱
- SPARK!

### ぱんだはうす
- 青い鳥 〜L'Oiseau Bleu〜
- 新体操（仮）
  - 新体操（真）
- D.U.O. 〜song for all〜
- 娘3動物園
- さよなら。
- メルティ・メルヘン
- STRAY SHEEP 〜恥辱の懺悔室〜
- せいぎのみかた 〜ただいま着替え中!〜
- ラストストーリーはあなたへ

### こぱんだ
- パトガール

### メルティ工房
- 汚れた制服白書 Vol.1 〜姉妹、剥かれる〜
- 足コキ若奥さま 搾り出し同盟
- 肉助の桃色修学旅行（『新体操』シリーズと同主人公の作品）
- ちょこす メイドさんのご奉仕
- 羅刹の刻

### メルティメイト
- 妹れんたる

### その他
- アルゴノーツ（フェアリーテールとの共同開発）
- エスカレーション'95（創映新社のフェアリーダストレーベルで発売）

## 主なスタッフ
代表
- PANDA - 音楽も兼任している。

原画
- さとう
- 八

シナリオ
- 瀬谷博斗
- ましらあさみ
- みっちぃ
- 鉄砲犬（渡部雅弘）
- 岡田桃子
- 七生一
- はむすたー俺様

プログラマ
- SKII